# نزار السامرائي
نزار السامرائي (11 نوفمبر/تشرين الثاني 1945 - 2 أكتوبر/تشرين الأول 2020). ممثل وفنان عراقي ولد في مدينة الحلة في محافظة بابل، وتوفي في بغداد.

## أعماله
بدأ مسيرته الفنية مع المسرح عام 1966 حين شارك بأعمال كثيرة، أهمها مسرحية «بيت أبو كمال» ليقدم بعدها قرابة الخمسين مسرحية، إضافة لخوضه تجربة الإخراج في أكثر من عمل. وشارك في عشرات المسلسلات والسهرات التلفزيونية والأفلام، منها «بغداد خارج بغداد»، و«عطارد»، و«البديل» و«عندما تُسرق الأحلام»، كما قدّم أكثر من 20 فيلما مثل «بيوت في ذلك الزقاق»، و«الملك غازي»، و«القادسية» وغيرها الكثير.

### أفلام
- بيوت في ذلك الزقاق 1977.
- الباحثون 1978.
- القادسية 1981.
- عيون لا تنام 1981.
- الحدود الملتهبة 1984.
- صخب البحر 1987.
- العملية 911 1993.
- حفر الباطن 2000.

### مسلسلات
- فتاة في العشرين 1979.
- ذئاب الليل ج2 1996.
- أسد الجزيرة 2006.
- عندما تسرق الأحلام 2008.
- عائد من الرماد 2010.
- ذئاب الليل ج1 1990.

## وفاته
توفي مساء يوم الجمعة 2 تشرين الأول أكتوبر 2020م الموافق 15 صفر 1442هـ، في منزله في بغداد عن عمر ناهز 75 عامًا، إثر نوبة قلبية حيث كان يعاني من مرض القلب.